# مجموعة رويال كاريبيان
مجموعة رويال كاريبيان (بالإنجليزية: Royal Caribbean Group)‏ (سابقا  رويال كاريبيان المحدودة)، هي شركة أمريكية عالمية قابضة للرحلات البحرية تأسست في ليبيريا ومقرها  ميامي في فلوريدا. وهي ثاني أكبر مشغل لخطوط الرحلات البحرية في العالم ، بعد شركة كارنيفال كوربرايشن. اعتبارًا من يناير 2021 ، تمتلك مجموعة رويال كاريبيان بالكامل ثلاثة خطوط رحلات بحرية: رويال كاريبيان إنترناشيونال ، سيليبريتي كروزس ، وسيلفرسي كروزس. كما أنها تمتلك حصة 50% في ثلاث شركات أخرى للرحلات البحرية ( توي للرحلات البحرية و بولمانتور للرحلات البحرية و كروزيير دي فرانس). وكانت تملك شركة ازمارا للرحلات البحرية ثم باعتها إلى سيكامور وشركائه في يناير 2021، و كانت تملك 50 % من آيسلاند للرحلات البحرية، حيث باعت حصتها إلى شركة توي للسفريات المحدودة في أكتوبر 2008.

## نبذة
نشأت مجموعة رويال كاريبيان وكاتت تعرف باسم رويال كاريبيان المحدودة في عام 1997 بعدما اشترت رويال كاريبيان شركة سيليبريتي كروزس. قررت الشركة فصل علامتي الخطوط للرحلات البحرية. ونتيجة لذلك، تم تغيير اسم خطوط رويال كاريبيان للرحلات البحرية إلى رويال كاريبيان إنترناشيونال و تأسيس شركة جديدة باسم رويال كاريبيان المحدودة بحيث تصبح الشركة مالكة لشركتي الرحلات البحرية كشركة أم.
في عام 2000 أطلقت علامة تجارية ثالثة تحت ملكية رويال كاريبيان المحدودة كنتيجة لمشروع مشترك مع شركة فيرست شويس للعطلات باسم آيسلاند للرحلات البحرية، ونشطت تلك الشركة في أسواق الرحلات البحرية البريطانية والبرازيلية. في نوفمبر 2006  اشترت شركة رويال كاريبيان المحدودة شركة بولمانتور للرحلات البحرية ومقرها في مدريد بإسبانيا، ومن هناك توسعت الشركة بسرعة مع إنشاء ازمارا للرحلات البحرية في مايو 2007 كشركة تابعة لـ سيليبريتي كروزس. وتبع ذلك تسجيل كروزيير دي فرانس في مايو 2008 لخدمة السوق الفرنسية.
تمتلك رويال كاريبيان أيضًا حصة في توي للرحلات البحرية بالشراكة مع توي إيه جي. والذي بدأت أعمالها  في عام 2009 لخدمة الأسواق الناطقة بالألمانية. في أكتوبر 2008  قامت شركة رويال كاريبيان المحدودة بتقليص ممتلكاتها عن طريق بيع حصصها في آيسلاند للرحلات البحرية إلى توي.
وفي مشروع مشترك مع مجموعة آي تي إم أعلنت رويال كاريبيان في أوائل عام 2019 عن إطلاق هوليستكا، وهي شركة تطمح لتطوير وجهات الرحلات البحرية. وإحدى تلك الوجهات التي ستقوم الشركة بتطويرها هي منتجع جراند لوكاين في الباهاما.
في 10 يوليو 2020 اشترت الأسهم المتبقية من سيلفرسي للرحلات البحرية.  في نفس الشهر تم تغيير اسم الشركة إلى مجموعة رويال كاريبيان و تعديل شعارها.

## وصلات خارجية
- الموقع الرسمي